# Thomas Arundell (MP)
Thomas Arundell (falecido em 1433) foi um político inglês que foi membro do parlamento de Inglaterra da Cornualha em 1417, 1419, 1429 e 1435, Alto Xerife da Cornualha em 1422–1423, 1426–1427, 1432–1433 e de Devon em 1437–1438. Ele era filho do filho de John Arundell (1366–1435), O Magnífico, de Lanherne, Cornualha. Ele também foi juiz de paz no condado.